# Marga van Praag
Margaretha (Marga) van Praag (Amsterdam, 14 september 1946) is een Nederlands journaliste en voormalig presentatrice.

## Loopbaan
Zij bezocht de Amsterdamse Toneelschool & Kleinkunstacademie, studeerde enige tijd geneeskunde aan de Universiteit Leiden en werkte vanaf 1968 bij de VARA. Ze presenteerde de programma's Fanclub en De Jonge Onderzoekers, en deed redactiewerk voor Twee voor twaalf en Hoe bestaat het.
In 1981 ging zij werken voor het Jeugdjournaal (NOS) als verslaggeefster, later ook als presentatrice. De uitspraak "Als journaliste mag je nóóit partij trekken, maar wél voor kinderen" werd door haar dikwijls gebezigd. In 1992 stapte zij over naar het NOS-Journaal. Ze werd daar de eerste presentator van de ochtenduitzending (andere presentator was Gijs Wanders).
In een interview met een krant zei Van Praag eens dat ze slaapproblemen had door de vroege diensten: "Ik kwam er 's avonds niet in en 's ochtends niet uit ...", aldus Van Praag. Later ging zij de avonduitzendingen van het NOS Journaal verzorgen.
In 1995 kwam Marga van Praag met haar uitlating "Van Hanegem is zo onbetrouwbaar als de neten", gedaan in Voetbal International, in aanvaring met Willem van Hanegem. In kort geding kwalificeerde de rechter die uitspraak als onnodig beledigend en veroordeelde Van Praag tot een schadevergoeding van 2500 gulden.
Later werd Marga van Praag verslaggever met als speciale opdracht het verzorgen van features: lange onderwerpen met een knipoog, die zich mogen verheugen in een zeer uiteenlopende waardering van de kijkers.
In 2005 was Marga van Praag hoofdgast in het programma Paul's Parenavond van Paul de Leeuw. Ze nodigde hier een aantal gasten uit.
Eind 2008 stopte Van Praag bij de Publieke Omroep. Op 7 november van dat jaar gaf ze haar allerlaatste reportage. Bij haar afscheidsreceptie werd ze benoemd tot Ridder in de Orde van Oranje-Nassau.
Na haar pensionering maakte zij tv-portretten voor de zender Het gesprek.
Marga van Praag sprak vijf luisterboeken van Pippi Langkous in. Ook speelde ze mee in De Vagina Monologen.
In oktober 2014 werd ze tijdens Het Gouden Televizier Ring-gala verkozen tot beste Jeugdjournaal-presentatrice ooit. In 2019 had ze een gastrol als zichzelf in de bioscoopfilm De brief voor Sinterklaas.

## Familie
Marga van Praag is de dochter van de zanger Max van Praag. Haar jongere broer is presentator Chiel van Praag. Ajax-voorzitter Jaap van Praag was haar oom en zijn zoon Michael van Praag derhalve haar neef. Maarten van Praag, een singer-songwriter en lid van de band City to city is een achterneef van haar.
Samen met Ad van Liempt schreef zij Jaap en Max: het verhaal van de broers Van Praag (2011) ISBN 9789038894706, een dubbelbiografie over haar vader en oom.
- Gemeinsame Normdatei: 1019058846
- International Standard Name Identifier: 0000 0003 6702 988X
- MusicBrainz: dac7e2a4-650a-4c17-a359-0df601d4ddac
- Nederlandse Thesaurus van Auteursnamen: 293085110
- Virtual International Authority File: 231363213
- WorldCat: E39PBJcBRt634374QGj3gFgkDq